# Mayorga (Leyte)
Mayorga è una municipalità di quinta classe delle Filippine, situata nella Provincia di Leyte, nella Regione di Visayas Orientale.
Mayorga è formata da 16 baranggay:
- A. Bonifacio
- Burgos
- Calipayan
- Camansi
- General Antonio Luna
- Liberty
- Mabini
- Ormocay
- Poblacion Zone 1
- Poblacion Zone 2
- Poblacion Zone 3
- San Roque
- Santa Cruz
- Talisay
- Union
- Wilson